# Доктрина Павличка

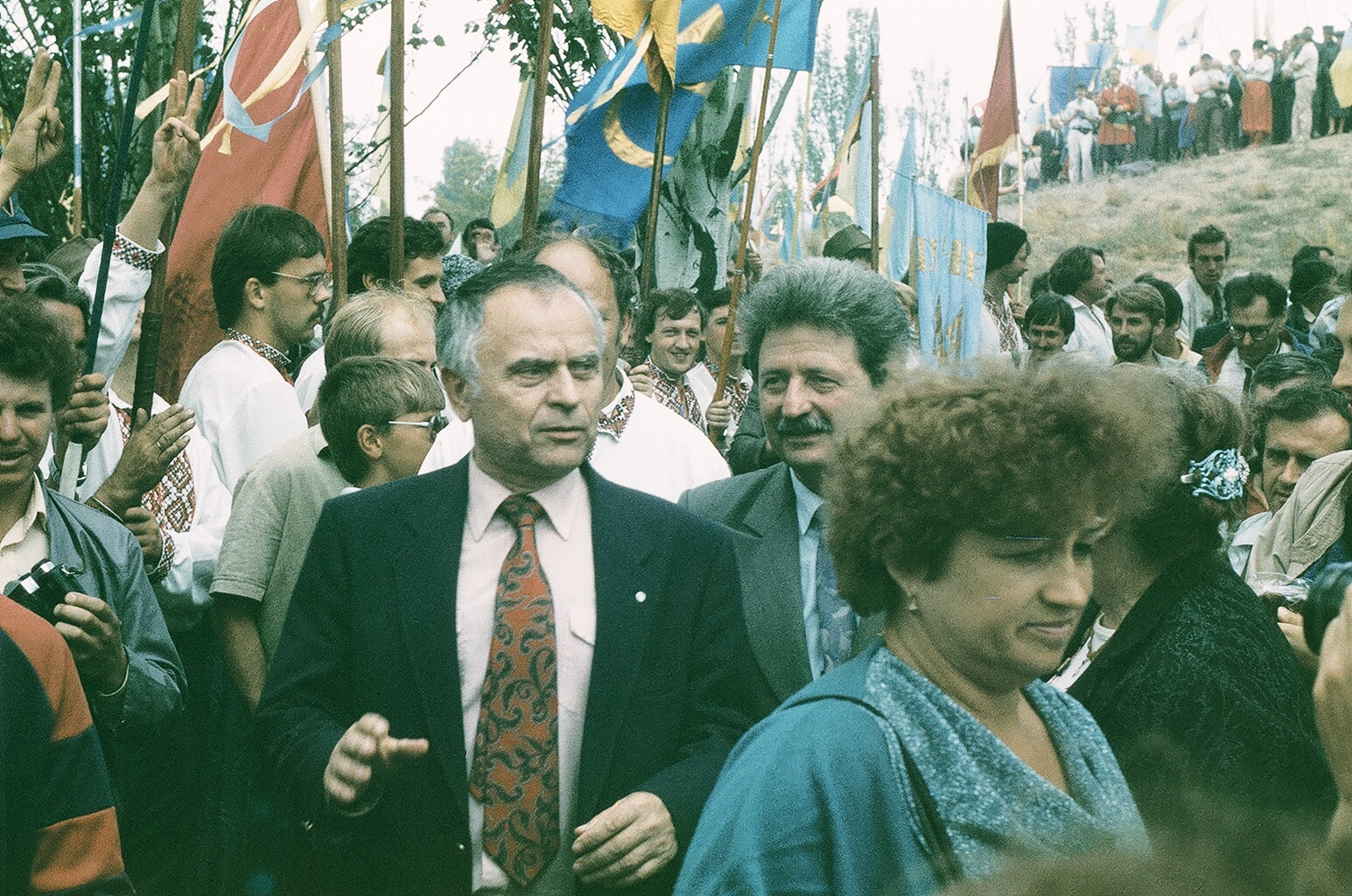
Дмитро Павличко на мітингу. 1990 рік

Доктрина Павличка — неофіційна назва зовнішньополітичної доктрини України початку 1990-х років, покладеної в основу Декларації про державний суверенітет України. Передбачала прагнення України стати постійно нейтральною і позаблоковою державою.
Названа на честь Дмитра Павличка, який у 1990—1994 роках очолював комітет із закордонних справ Верховної Ради України.
Доктрину Павличка часто критикують як занадто романтичну і загалом нереалістичну, зокрема й з огляду на відмову України від ядерної зброї (без'ядерність як принцип також була закладена в Декларації про державний суверенітет України) і розглядають як різновид політики «фінляндизації».